# Deuterocohnia chrysantha
Deuterocohnia chrysantha är en gräsväxtart som först beskrevs av Rodolfo Amando Philippi, och fick sitt nu gällande namn av Carl Christian Mez. Deuterocohnia chrysantha ingår i släktet Deuterocohnia och familjen Bromeliaceae. Inga underarter finns listade i Catalogue of Life.